# Sudamja
Sudamja (Su = sveti i damja = Dujam) naziv je višestoljetnog tradicionalnog blagdana svetog Dujma, u narodu zvanog fešta svetoga Duje ili fjera svetog Duje, koja se tradicionalno održava svakog 7. svibnja u Splitu. Tom manifestacijom obilježava se ujedno i dan grada Splita. Sama Sudamja uključuje i svečano obilježavanje prije i nakon samog 7. svibnja, prigodnim javnim priredbama i događajima, a uz proslavu je, od davnina, usko povezan i sajam raznolike robe koja se nudi građanima i posjetiteljima.
Svetkovina se slavi početkom svibnja, premda je sv. Dujam umro u travnju, kako se proslava ne bi spojila s pomičnim blagdanom Uskrsa.
Dio svetkovine je i fešta Sv. Križa.

## Povijest
Sveti Dujam (lat. Domnius) bio je salonitanski biskup koji je živio i djelovao u doba vladavine rimskog cara Dioklecijana (284. – 305.). Pogubljen je 304. godine za vrijeme progona kršćana, a oko njegova groba u Saloni ubrzo se stvorio kult mučenika.
Nakon pada Salone sredinom 7. stoljeća, prvi splitski nadbiskup Ivan Ravenjanin dao je premjestiti relikvije svetoga Dujma iz ranokršćanskog lokaliteta na Manastirinama u Saloni u carski mauzolej u Splitu koji je tom prigodom posvećen u katedralu.
Postojanje blagdana, uz kojeg je bio povezan i sajam vjerojatno datira još iz razdoblja ranog srednjeg vijeka, iako za to ne postoje sačuvani izvori. Najstariji izvor o proslavi Sudamje nalazimo u odredbama Splitskog statuta iz 1312. godine u kojem se donose posebne odredbe o proslavi i štovanju sv. Dujma. U vrijeme učestalih turskih napada početkom 16. stoljeća, ostalo je zapisano da su Splićani 1515. godine zahtijevali od mletačkih vlasti da narede splitskom knezu neka poduzme odgovarajuće mjere kako bi opstao sajam sv. Duje u vremenima kada je trgovina jenjavala zbog osmanske opasnosti.
Godine 1770. bila je osobito svečana svetkovina Sudamje, jer su tada prenesene moći sv. Dujma u novi oltar smješten u sjevernoj niši katedrale, koji je izgradio mletački kipar Giovanni Maria Morlaiter (1699. – 1781.). Za tu prigodu izveden je prigodni Bajamontijev oratorij "Prijenos sv. Dujma". Zbog lošeg vremena procesija je priređena tek 10. svibnja i bila je veoma raskošna. Na čelu je jahao odred konjanika iza kojeg je hodalo tisuću i dvadeset naoružanih muškaraca s razvijenim zastavama, a u povorci su bili i ukrašeni paradni konji. Iza njih nizale su se bratovštine s torcima i svetim relikvijama, redovnici s kipovima svetaca, svećenici, trubači, klerici, oružnici i na kraju urna s moćima svetog Dujma, okružena biskupima koje su pratili vojnici i časnici s kopljima.
Godine 1914. dogodio se veliki građanski bojkot obilježavanja Sudamje. Zbog provokacije splitskih talijanaša, Općina je otkazala feštu svetog Duje, ali ona je na naredbu carsko-kraljevskog Poglavarstva ipak održana, no bez sudjelovanja načelnika Vinka Katalinića i članova Općine te hrvatskih kulturnih društava. Tijekom procesije došlo je do sukoba u kojem su intervenirali oružnici i vojska protiv hrvatskih građana Splita te je naposljetku vojska rastjerala građane, dio njih uhitila, a proslava je bila prekinuta.
Sakralni dio obilježavanja blagdana uključivao je procesiju i služenje svete mise. Prvu takvu procesiju snimljenu kamerom ostavio nam je Josip Karaman u dokumentarnom filmu iz 1911. godine. Sredinom 19. stoljeća organizirana je prva tombola, na prijedlog kanonika Mandjera, koja je i danas sastavni dio proslave.